# Старый город (Иерусалим)
Ста́рый го́род Иерусали́ма (ивр. העיר העתיקה‎, Ха-Ир ха-Атика, араб. البلدة القديمة‎, Аль-Балда аль-Кадима, арм. Երուսաղէմի հին քաղաք, Erusałemi hin k’ałak' ) — обнесённый стенами район площадью 0,9 км² в Восточном Иерусалиме. Вплоть до 1860 года — когда был основан еврейский квартал Мишкенот-Шаананим — представлял собой весь Иерусалим.
Существующие сейчас монументальные крепостные стены Иерусалима были построены в 1538 году османским султаном Сулейманом Великолепным. Протяжённость стен составляет около 4,5 км, они имеют высоту от 5 до 15 метров и толщину до 5 метров. В общей сложности стены Старого города включают 35 башен, большинство которых (15) относятся к более доступной извне северной стене.
В пределах крепостных стен Старого города располагается ряд святых мест ключевой важности: Храмовая гора и её подпорная Западная стена — для иудеев, храм Гроба Господня — для христиан, Кубат-ас-Сахра и мечеть Аль-Акса (на вершине Храмовой горы) — для мусульман. Сама Храмовая гора контролируется исламской организацией — Иерусалимским исламским вакфом. Одной из важных христианских святынь Старого города является Виа Долороза — крестный путь Иисуса Христа — от Львиных ворот Старого города до Голгофы. Путь намечен францисканцами в XIV веке вдоль остатков декумануса — римской дороги II века. Он начинается в Мусульманском квартале и заканчивается в храме Гроба Господня.
За пределами крепостных стен остаются такие ключевые места Иерусалима, как гора Сион на юго-западе и Елеонская гора на востоке. Традиционно Старый город разделяется на четыре неравных квартала, нынешние границы которых сформировались лишь в XIX веке: Мусульманский квартал, Христианский квартал, Еврейский квартал, Армянский квартал. Нынешнее население Старого города проживает в основном в Мусульманском и Христианском кварталах. Общая численность населения составляла 36 965 человек (2007); распределение по религиозной принадлежности: мусульман более 30 000 (2013); христиан 5681 (2007), плюс около 500 армян (2011); почти 3000 евреев, плюс около 1500 учащихся иешив (2013).

## История

Карта Иерусалима, 1584 год

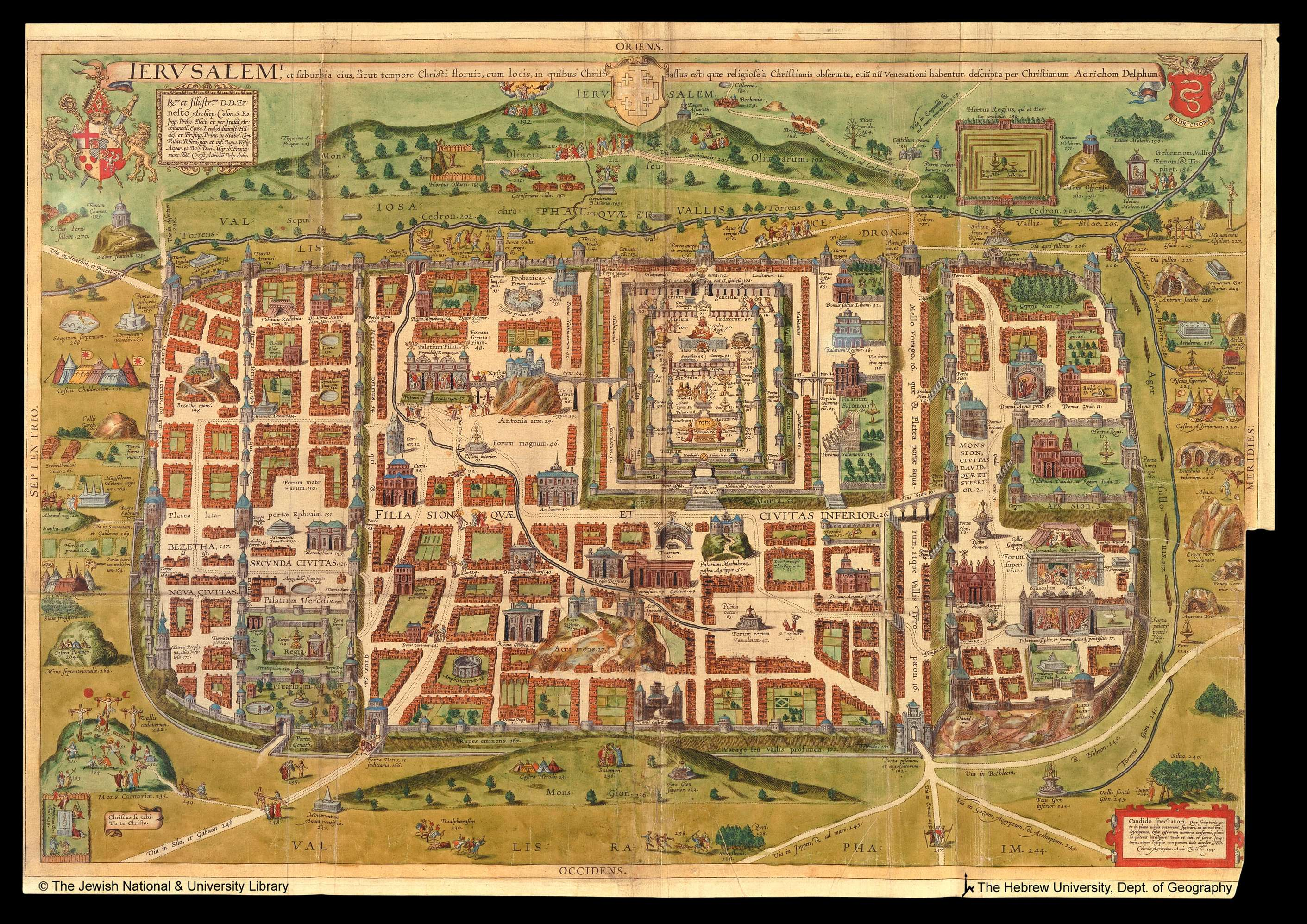
Карта Иерусалима, 1584 год

В XI веке до н. э. Иерусалим, принадлежавший до того хананейскому племени иевусеев, был завоёван царём Израиля Давидом. Его сын, царь Соломон, расширил крепостные стены, и построил на горе Мориа Первый Храм.
После смерти Соломона в 928 году до н. э. еврейское государство раскалывается на государство Израиль на севере, объединяющее 10 из 12 колен Израилевых, и государство Иудея (объединявшее колена Иуды и Вениамина) с центром в Иерусалиме на юге. Северное царство к 716 году до н. э. было завоёвано царём Ассирии Саргоном II. В результате проводимой Ассирийской империей политики принудительных депортаций населения покорённых стран десять северных колен полностью растворились среди других семитских народов Ближнего Востока.
В 586 году до н. э. Иерусалим был завоёван и разрушен вавилонским царём Навуходоносором II. Последующее ослабление Вавилонии и возвышение Персидской империи сделали возможным возвращение евреев из вавилонского пленения и основание в 516 году до н. э. Второго Храма.
Завоевания Александра Македонского в IV веке до н. э. приводят к образованию на развалинах Персидской империи ряда эллинистических государств. Иудея подпадает под влияние греко-сирийского царства Селевкидов. Постепенно нарастает раскол евреев на эллинизированных и традиционно настроенных. В 168 году до н. э. царь Антиох IV Епифан оскверняет Второй Храм, посвятив его языческому богу Зевсу и заклав на алтаре в Святая Святых свинью.
В 165 году до н. э. евреи восстали против греческого господства, восстание протекало под предлогом защиты религии. Ослабевшее к тому времени царство Селевкидов не смогло подавить восстание, принявшее характер войны за независимость. Иуда Маккавей очищает Храм, осквернённый греками. С 152 года до н. э. власть в Иудее переходит к священническому роду Хасмонеев.
Начиная с 20 года до н. э. вассал Римской империи иудейский царь Ирод I Великий начинает амбициозную реконструкцию Храма, продолжавшуюся фактически до уничтожения города римлянами в 70 году н. э.
В 66 году н. э. в римской провинции Иудея вспыхивает восстание евреев против римского господства (см. Иудейские войны). Император Тит подавил восстание к 71 году н. э. В ходе борьбы с восставшими римляне в 70 году н. э. разрушают Храм и подвергают значительным разрушениям сам Иерусалим, уничтожив, в том числе, его крепостные стены. В ходе восстания погибают до 600 тыс. евреев, более миллиона проданы в рабство. В честь разрушения Иерусалима в Риме воздвигнута триумфальная арка.
В 130 году римляне основывают на развалинах Иерусалима военное поселение Элия Капитолина, от которого до нашего времени сохранились участки главных дорог — кардо (шедшей с севера на юг) и декуманус (шедшей с востока на запад). Новый город был посвящён Юпитеру Капитолийскому, чей храм был расположен на святой для евреев Храмовой горе (гора Мориа), где ранее располагался Соломонов Храм. Это становится одним из поводов для второго большого восстания евреев против римлян — восстания Шимона бар Кохбы (132—136).
Подавление восстания привело к гибели до 580 тыс. евреев, уничтожению 50 городов и 985 деревень. Стремясь уничтожить почву для новых восстаний, римский император Адриан запретил уцелевшим евреям появляться в Иерусалиме, а страну переименовал из Иудеи в «Сирия Палестина», в честь древнего племени филистимлян.
После разделения Римской империи Иерусалим входит в состав Восточной Римской империи — Византии. После того, как император Константин Великий дал христианству статус государственной религии, Святую землю посещает его мать, императрица Елена. Она устанавливает принятые в настоящее время места событий Евангелий. На месте Голгофы и на месте погребения Иисуса основан Храм Гроба Господня.
В 361 году римский император Флавий Юлиан разрешает евреям начать строительство Третьего Храма, однако в 363 году строительство полностью прекращено из-за пожара; местное население к тому времени было преимущественно христианским и относилось к строительству враждебно.
В 614 году персы завоёвывают Иерусалим; в 625 году контроль над городом возвращается к Византии.
В 637 году Иерусалим был завоёван мусульманами, вытеснившими из региона Византийскую империю. Завоеватель, арабский халиф Омар, в исламской традиции считается вторым из первых четырёх праведных халифов. Заняв Иерусалим, он гарантировал его обитателям жизнь и посетил Храм Гроба Господня, однако помолился в его дворе, не заходя внутрь самого храма.
В VII веке мусульмане строят на Храмовой горе мечеть Аль-Акса и монумент Кубат-ас-Сахра (Купол Скалы).
В 1099 году крестоносцы занимают Иерусалим в ходе Первого крестового похода, перестраивают ряд ключевых христианских храмов.
В 1187 году султан Саладин отбивает Иерусалим у крестоносцев. Ключи от Храма Гроба Господня передаются Саладином мусульманской семье и до настоящего времени переходят в ней по наследству, от отца к старшему сыну.
В 1191—1192 гг. в во время Третьего крестового похода христиане под командованием английского короля Ричарда I Львиное Сердце безуспешно пытались отвоевать Иерусалим у мусульман.
В 1219 году крепостные стены уничтожаются султаном Дамаска Муаззимом.
В 1229 году Иерусалим снова оказывается под властью крестоносцев, начавших восстанавливать крепостные стены, вскоре разрушенные эмиром Керака Даудом. В 1243 году христианам удалось вновь занять Иерусалим, однако уже в 1244 город был захвачен хорезмийцами, разрушившими крепостные стены. Город остался беззащитным перед нападением.
В 1247 году Иерусалим занимают египетские мамелюки.
С 1517 года Иерусалим входит в состав Османской империи, правившей городом вплоть до поражения в Первой мировой войне. Основная часть современного Старого города была построена именно в этот период. Существующие сейчас крепостные стены Старого города были построены в 1537-42 гг. турецким (османским) султаном Сулейманом Великолепным. В стене Сулеймана было шесть ворот, к которым в 1887 г. были добавлены седьмые — Новые ворота; ещё несколько ворот, более старых — в том числе Золотые ворота — на протяжении столетий были замурованы.

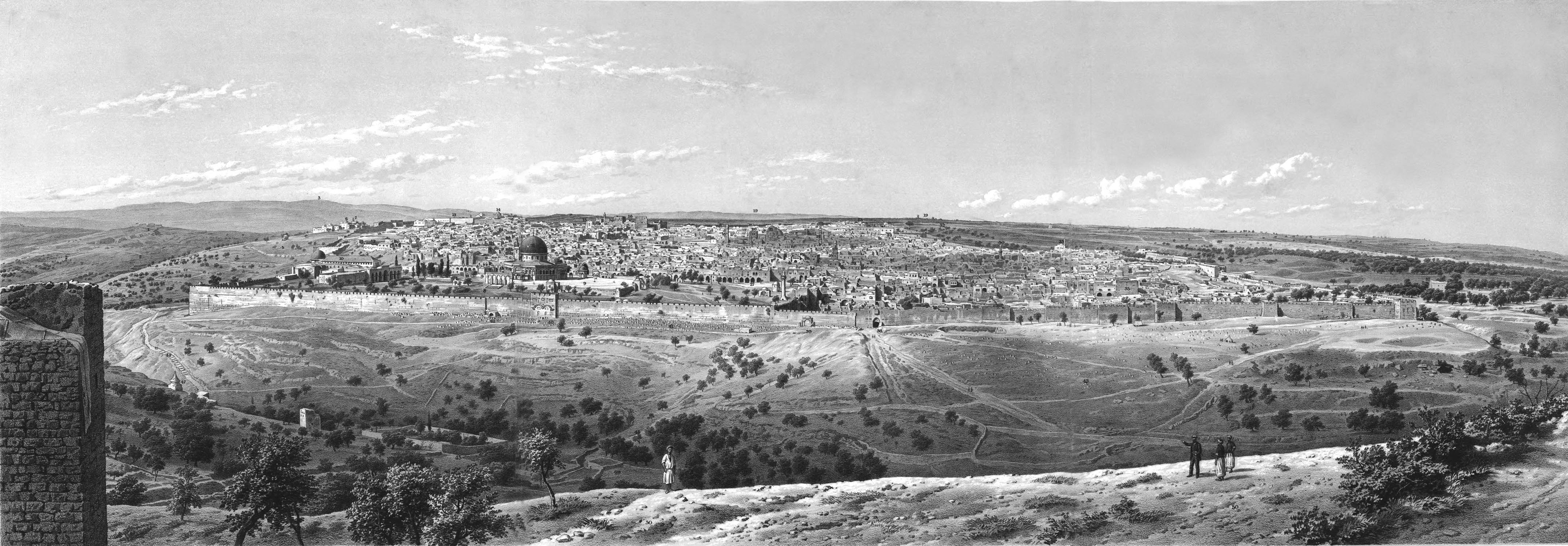
Иерусалим. Панорама Старого города Пьеротти Эрмете. Вид с востока с Масличной горы (с описанием объектов). 1864 год.

В 1917 году город занят войсками Великобритании, получившей контроль над Палестиной в 1922 году согласно мандату Лиги Наций (см. Британский мандат в Палестине).

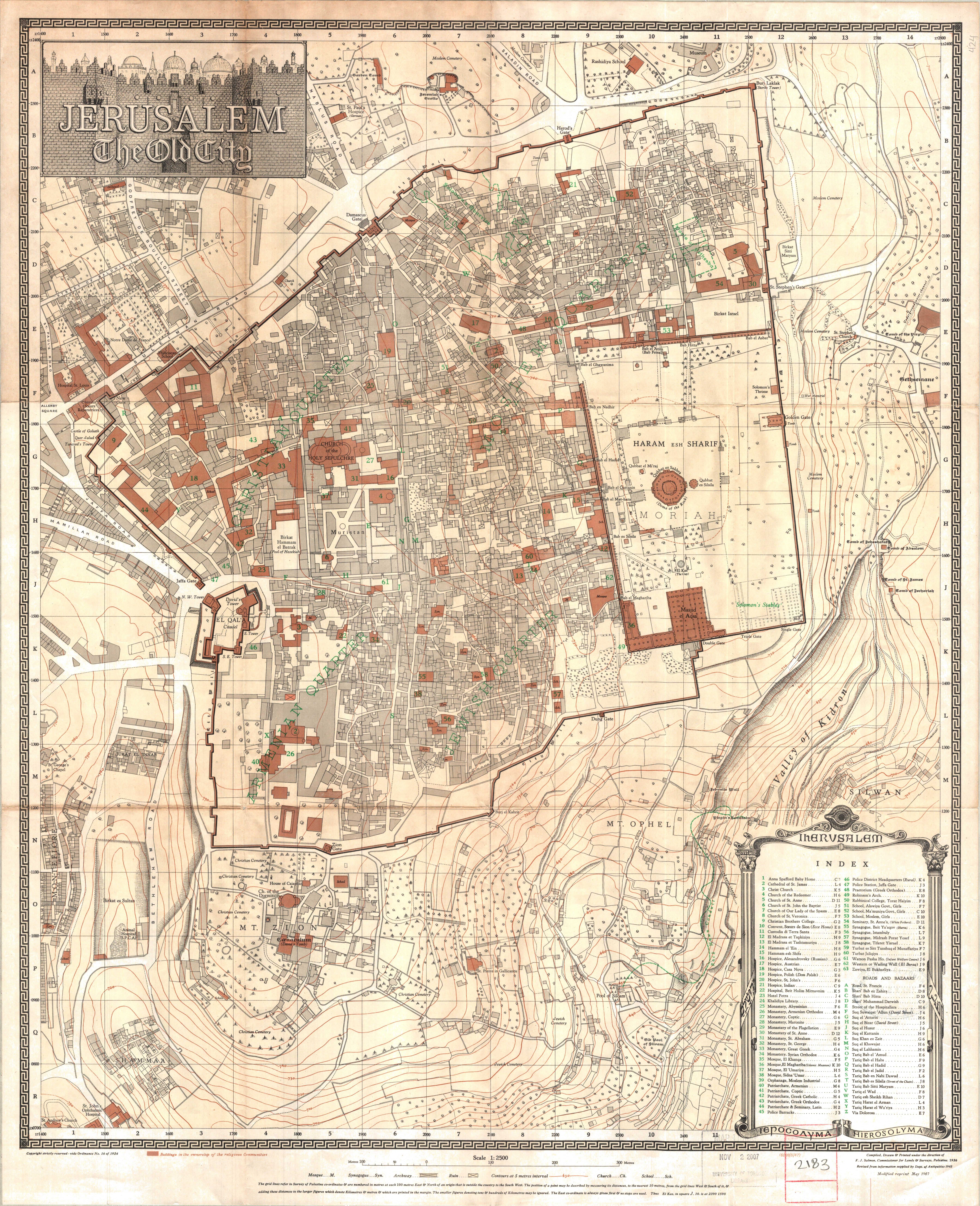
Карта старого Иерусалима, 1936

В ходе первой арабо-израильской войны 1948 года Старый город был занят войсками Иордании. Еврейский квартал был значительно разрушен Иорданией, все его еврейское население было изгнано. Во время Шестидневной войны 1967 года иорданские войска были выбиты из Старого города; израильские десантники входят в него через Львиные ворота, и в результате рукопашной схватки занимают Храмовую гору. Через 36 часов руководство Израиля приняло решение о возвращении контроля над поверхностью Храмовой горы исламской организации ВАКФ. Старый город, наряду с остальным Восточным Иерусалимом, был впоследствии аннексирован Израилем и воссоединён с западной частью города. Еврейский квартал был восстановлен Израилем.
В 1980 году Иордания предложила включить Старый город в список Всемирного наследия ЮНЕСКО, что и произошло в 1981. В 1982 году Иордания предложила добавить Старый город в Список всемирного наследия, находящегося под угрозой.
Статус Иерусалима как «вечной и неделимой столицы Израиля» оспаривается палестинской стороной. На саммите в Кэмп-Дэвиде Израиль предложил разделение Старого города, согласно которому на Армянский и Еврейский кварталы будет de jure распространяться израильский суверенитет, в то время как Христианский и Мусульманский кварталы перешли бы под палестинский суверенитет. Палестинская сторона, во главе с Ясиром Арафатом, отвергла предложение. Арафат заявил, что «Армянский квартал принадлежит нам. Мы и армяне — один народ». Армянский, греко-православный и латинский Патриархи Иерусалима направили переговорщикам письмо, составленное «в сильных выражениях», заявив: «Мы считаем Христианский и Армянский кварталы Старого города неразделимыми и смыкающимися организмами, накрепко объединёнными единой верой». У израильского министра иностранных дел Шломо Бен-Ами (2000—2001 годы) имелся иной взгляд на Старый город. Он настаивал, что, поскольку последний занимает маленькую площадь, характеризуется смешанным этно-религиозным составом населения и высокой концентрацией святых мест, «разделять управление на таком ограниченном пространстве — это абсурд».
На сегодняшний день, израильское правительство контролирует всю территорию, считая её частью своей национальной столицы. Население Старого города остаётся преимущественно арабским.

## Кварталы

### Мусульманский квартал

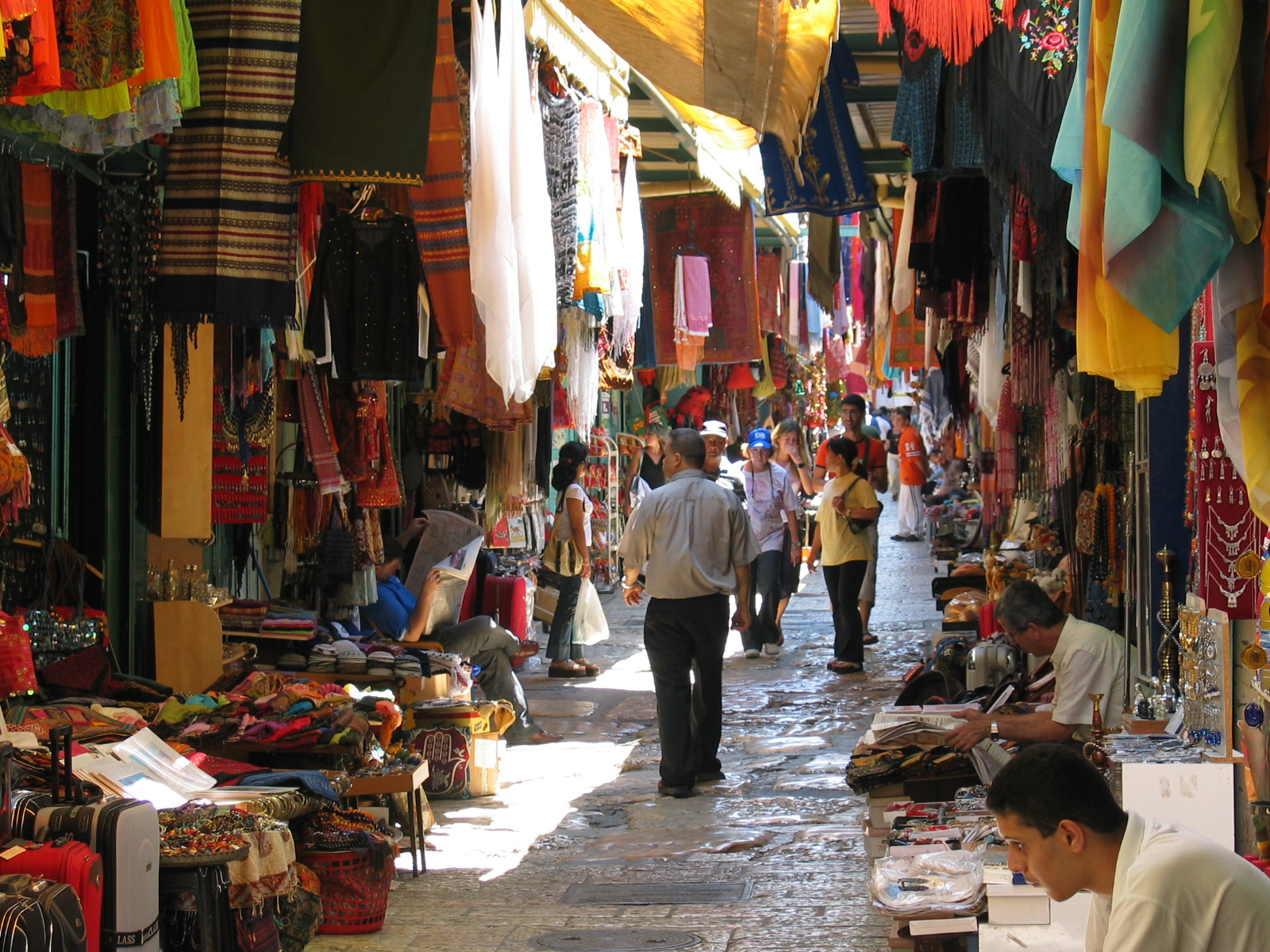
Арабский рынок в старом городе

Мусульманский квартал является самым большим по площади и населению кварталом Старого города и занимает его северо-восточную часть. Непосредственно в квартал ведут Дамасские (Шхемские) ворота, Львиные ворота и ворота Ирода. Население на 2005 год составляло 22 тыс. чел.

### Христианский квартал
Христианский квартал расположен на северо-западе, расширяясь от Новых ворот на севере до Дамасских ворот на востоке и Яффских ворот на западе. Центром Христианского квартала является храм Гроба Господня.

### Армянский квартал
Армянский квартал (арм. Հայկական թաղամաս,ивр. הרובע הארמני‎, араб. حارة الأرمن‎), самый маленький из четырёх кварталов Старого города, занимает юго-западную часть Старого города, южнее Яффских ворот между башней Давида и горой Сион. В Армянский квартал можно попасть через Яффские и Сионские ворота.

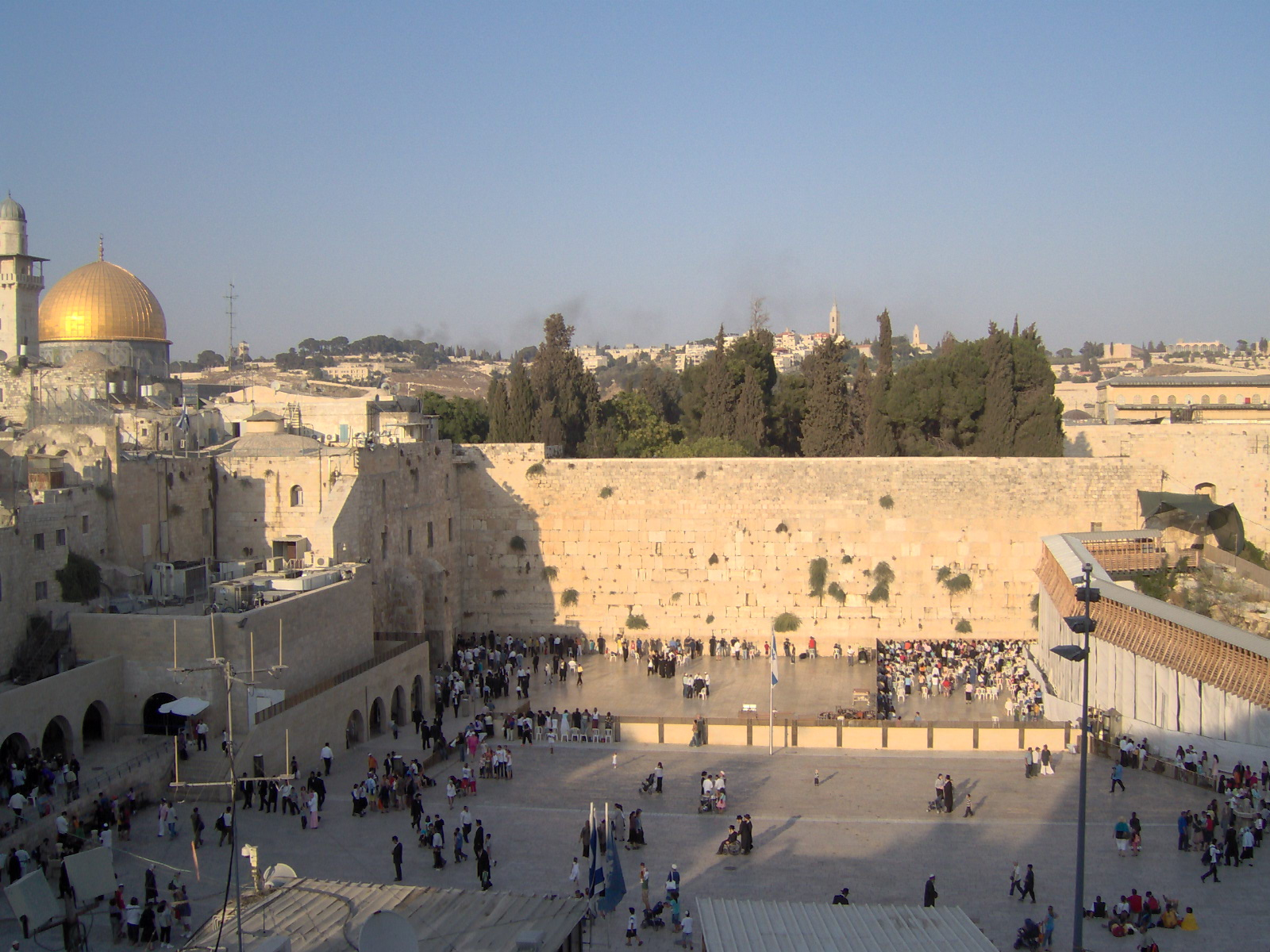
Западная Стена

В центре Армянского квартала располагается Патриархия. При Патриархии действуют музей и библиотека, в которой насчитывается более 30 тыс. книг. Некоторые манускрипты относятся к XIII веку.

### Еврейский квартал
Еврейский квартал располагается на юге, непосредственно в него ведут Навозные (Мусорные) ворота. На 2004 год население квартала составляло до 2 тыс. чел.

## Стены

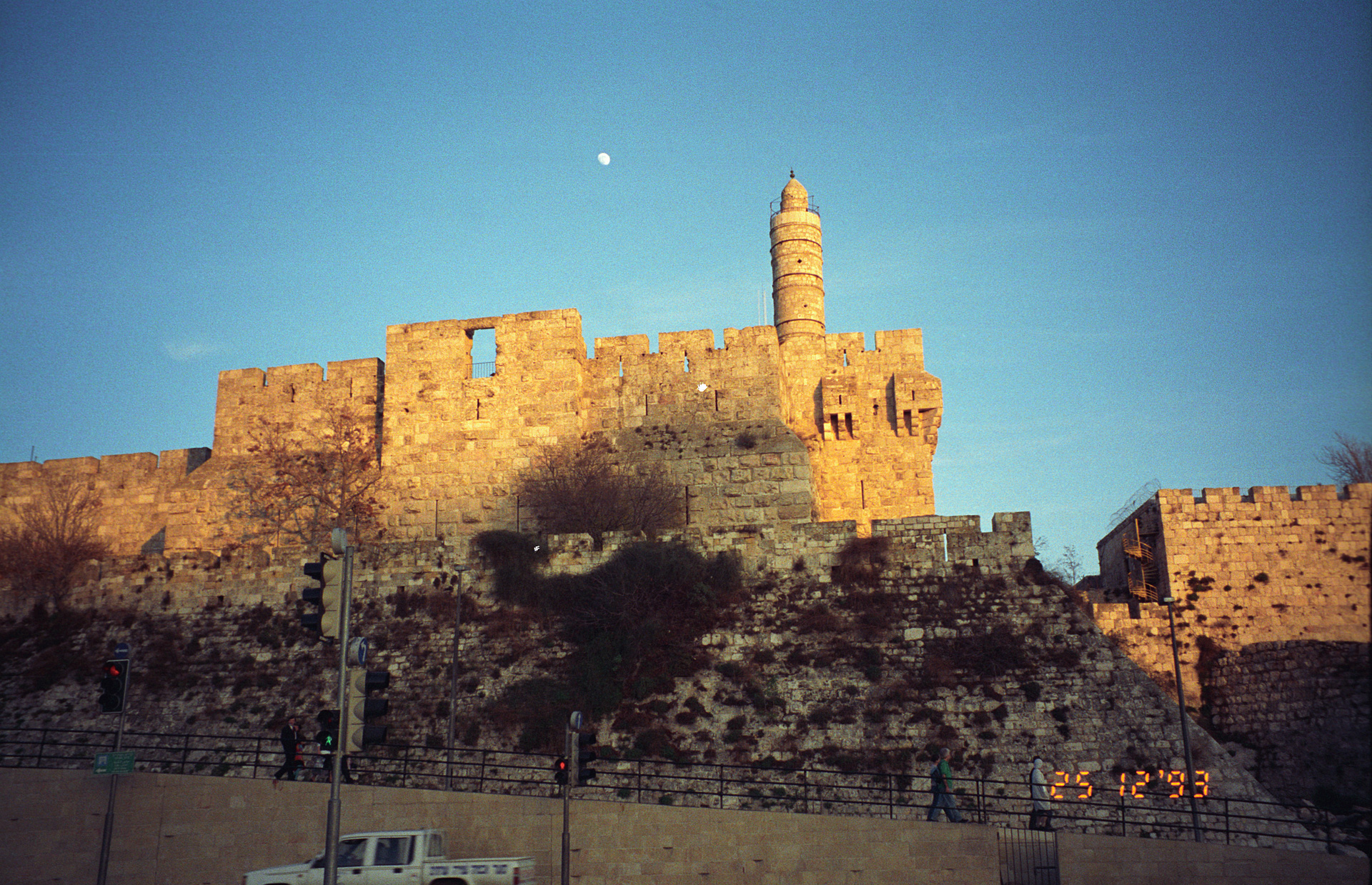
Стены Старого города

Старый город окружён стенами (ивр. חומות ירושלים‎; араб. أسوار القدس‎), которые были построены по приказу Сулеймана I между 1535 и 1538 годами, когда Иерусалим являлся частью Османской империи. Длина стен составляет 4018 метров, их средняя высота — 12 метров, а средняя ширина — 2,5 метра. Стены включают в себя 34 наблюдательные башни и 8 ворот. С тех пор, как они перестали служить средством обороны города, стены Иерусалима, изначально построенные для защиты границ города от вторжений, играют, главным образом, роль привлекательного туристического объекта.
В 1981 году стены Иерусалима, наряду со Старым городом, вошли в перечень объектов Всемирного наследия ЮНЕСКО.

### История
В целях обороны, Иерусалим с древних времён был окружён стенами. В середине Бронзового века — период, известный также, как период Патриархов — на месте сегодняшнего Иерусалима был построен город под названием Иевус, бывший относительно маленьким (50000 квадратных метров), но укреплённым. Остатки стены этой эпохи находятся над Силоамским тоннелем.
Согласно еврейской традиции, как она представлена в Танахе, Иерусалим оставался иевусейским городом вплоть до восшествия Давида, завоевавшего город и основавшего на его месте Город Давида. Позже царь Давид расширил стены, которые были расположены на низком холме за пределами сегодняшних стен Старого города. Сын Давида Соломон построил в городе первый Храм и также расширил городские стены, дабы защитить его. В течение периода Первого Храма стены протянулись в направлении северо-западной части города — территории, на которой сейчас расположен Еврейский квартал.
После завоевания Вавилона персами, Кир II Персидский позволил евреям вернуться из Вавилонского пленения в Иудею и восстановить Храм. Строительство было завершено в 516 или 439 году до н. э. Затем Артаксеркс I (или, возможно, Дарий II) разрешил Эзре и Нехемии вернуться, восстановить стены города и управлять Иудеей (которая при персидском правлении именовалась провинцией Ехуд). На протяжении эпохи Второго Храма, — в особенности в течение периода Хасмонеев, — городские стены были расширены и обновлены. Ирод Великий раздвинул стены, так чтобы они включили Западный холм. Позже Агриппа I начал сооружение третьей стены, которая была завершена непосредственно перед тем, как разразилась Первая Иудейская война. Некоторые остатки этой стены расположены сегодня возле заправочной станции Ворота Мандельбаум.
После падения Иерусалима стены были разрушены, затем частично восстановлены на протяжении периода Элии Капитолины, а после этого подверглись масштабному обновлению императрицей Элия Евдокия. В 1033 году большая часть стен, сооружённых императрицей Евдокией, была разрушена землетрясением. После завоевания города крестоносцами в 1099 году стены были восстановлены, однако вновь разрушены в момент захвата Саладином. Племянник Саладина Аль-Малик аль-Му’аззам ‘Иса распорядился о восстановлении городских стен, однако позже, в 1219 году, изменил своё решение (после того, как было построено большинство наблюдательных башен) и приказал снести стены — главным образом потому, что боялся, что из укреплений извлекут пользу крестоносцы, если им удастся вновь отвоевать город. На протяжении следующих трёх столетий город оставался лишённым защитных стен — единственным хорошо укреплённым участком в этот период была Храмовая гора/Харам аш-Шариф.
В XVI веке, в период правления в этом регионе Османской империи, османский султан Сулейман Великолепный решил полностью восстановить стены города, частично на остатках древних стен. Дошедшая до наших дней надпись на арабском, относящаяся к периоду правления Сулеймана Великолепного, гласит следующее:
«Распорядился о строительстве стены — он, кто защищает дом ислама своей мощью и предводительством — кто стёр с лица земли тиранию идолов своей властью и силой — кого единственного сподобил Бог поработить склонённые главы царей в странах (вдоль и поперёк) — и кто заслуженно воспринял трон Халифата, Султан сын Султана сына Султана сына Султана, Сулейман».
Строительство продолжалось с 1535 по 1538 годы — и это те самые стены, которые существуют сегодня.

## Ворота

В Старом городе предпринимаются усиленные меры по охране правопорядка. Израильский патруль у Дамасских ворот. Февраль 2018 года

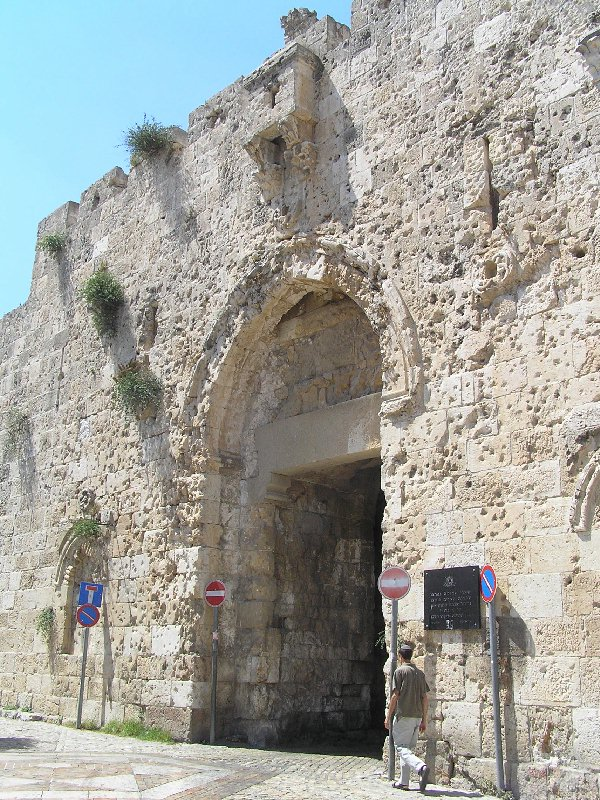
Сионские ворота. 2005

Существующие сейчас крепостные стены насчитывают 43 сторожевые башни и 11 ворот, восемь из которых в настоящее время открыты.
В разные периоды времени городские стены имели различные конфигурации и разное количество ворот. Например, на протяжении эпохи Иерусалимского королевства крестоносцев ворот насчитывалось четыре, по одному с каждой стороны. Нынешние стены были построены Сулейманом Великолепным, снабдившим их шестью воротами; семь более старых ворот, которые были заложены до появления османов, были оставлены в том же состоянии (что касается запечатанных ранее Золотых ворот — Сулейман вначале открыл и восстановил их, однако затем снова заложил, как и остальные). После добавления Новых ворот в 1887 году количество функционирующих ворот возросло до семи; более маленькие восьмые — Ворота кожевников — были открыты для посетителей после того, как их обнаружили и распечатали во время раскопок в 1990-е годы. В число запечатанных исторических ворот входят четыре таких, которые как минимум частично сохранены (двойные Золотые ворота в восточной стене, и ещё одинарные плюс тройные и двойные ворота — в южной), а также ещё несколько ворот, открытых археологами, от которых остались лишь следы (Ворота ессеев на горе Сион, ворота королевского дворца Ирода к югу от цитадели и трудно различимые остатки того, что исследователи XIX века определили, как Похоронные ворота (Баб аль-Джана’из) или ворота Аль-Бурак (Баб аль-Бурак) к югу от Золотых ворот).
Все эти ворота были известны под различными названиями, которые использовались в разные исторические периоды и разными общинами. Вплоть до 1887 года все ворота закрывались перед закатом и открывались на рассвете.

### Открытые ворота

#### Новые ворота
Самые последние ворота Иерусалима. Они были построены Османской империей в 1898 году под давлением германского императора Вильгельма II для облегчения доступа в Христианский квартал. Также называются Воротами Хамида, в честь турецкого султана Абдул-Хамида II.
После занятия Старого города Иорданией по итогам войны 1948 года ворота были закрыты. В 1967 году, после Шестидневной войны, вновь открыты.

#### Дамасские (Шхемские) ворота
Первоначально построены в период Второго Храма. После разрушения Иерусалима римляне во втором веке отстроили новые ворота, остатки которых обнаружены во время археологических раскопок. В своём современном виде ворота построены в 1542 году султаном Сулейманом Великолепным.

#### Ворота Ирода
Во время строительства крепостных стен Сулейманом Великолепным, на этом месте в стенах был оставлен лишь узкий проход. В 1875 году существенно расширены Османской империей. Ворота названы именем Ирода Антипы, в связи с предположением, что во время распятия Иисуса здесь находился дворец Ирода Антипы. Во времена крестоносцев здесь была построена церковь.

#### Львиные ворота
В христианской традиции, Иисус перед своей казнью вошёл в Иерусалим через Львиные ворота. Здесь католики помещают начало Виа Долороза.
В своём современном виде построены в 1538—1539 годах.

#### Навозные (Мусорные) ворота
Упоминаются в Библии в Книге Неемии. Современное расположение ворот, возможно, не совпадает с древним. В 1952 году ворота были существенно расширены иорданским правительством.

#### Сионские ворота
Сионские ворота (ивр. שַׁעַר צִיּוֹן‎ Шаар Цион, арабское: Баб Сахьюн), также известны на арабском под названием Баб Харат аль-Яхуд «Ворота еврейского квартала» или Баб ан-Наби Дауд «Ворота пророка Давида» (на горе Сион находится гробница царя Давида). Расположены на юге Старого города, рядом с горой Сион. В современном виде построены турецким султаном Сулейманом Великолепным в 1540 году.
Во время боёв 1948 года ворота получили повреждения в виде следов от пуль, которые сохраняются до сего дня.

#### Яффские ворота
Получили своё название по имени Яффской дороги, направлявшейся к городу Яффо на средиземноморском побережье.
Легенда гласит, что последний завоеватель Иерусалима войдёт в город через Яффские ворота. Во время визита германского императора Вильгельма II в 1898 году турки проломали стены сразу справа от ворот, так что император решил, что он вошёл в Яффские ворота.
В 1917 году командующий британскими войсками, генерал Алленби вошёл в Яффские ворота, пешком, из уважения к городу.

### Закрытые ворота

#### Золотые ворота

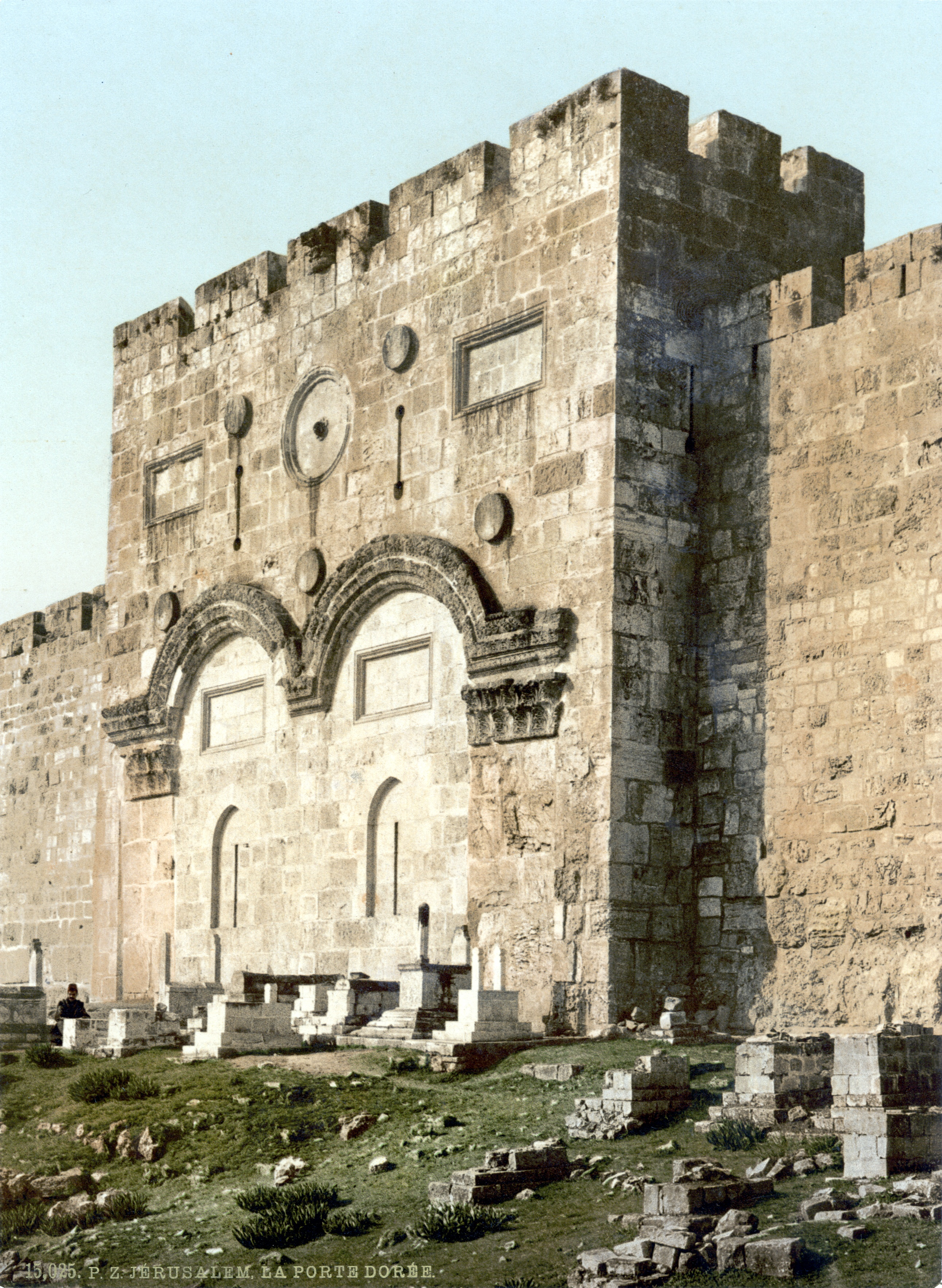
Золотые ворота в 1900 г.

Старейшие ворота Иерусалима. Существующие ворота построены в районе 520 года, рядом обнаружены остатки существенно более древних ворот периода Второго Храма. Распространённое представление о том, что через Золотые Ворота войдёт Мессия, привело к тому, что османский султан Сулейман Великолепный приказал в 1541 году замуровать ворота. (Как указывает Книга пророка Иезекииля (44:1-3) «И сказал Господь: ворота эти будут затворены, не отворятся, и никакой человек не войдет ими. Ибо Господь, Бог Израилев, вошел ими, и они будут затворены».) Кроме того, перед воротами мусульмане расположили кладбище, в иудаизме считающееся нечистым местом.